# 橋本大輝
橋本大輝（日语：／ Hashimoto Daiki，2001年8月7日—）是日本男子竞技体操运动员，被认为是内村航平的接班人。他在东京奥运会体操项目上夺得男子团体银牌、男子個人全能金牌和男子单杠金牌，是历史上最年轻的男子个人全能金牌得主（当时19岁355天）。2024年巴黎奥运会，他又夺得男子团体金牌。桥本大辉在世界竞技体操锦标赛获得3金5银1铜的成绩。

## 经历
桥本大辉出生于千叶县成田市，学业经历为香取市立佐原中学校、船橋市立船橋高等学校和顺天堂大学。桥本大辉有两个哥哥，受哥哥的影响，从6岁到15岁，桥本大辉在佐原青少年体操俱乐部渡过了十年的体操时光。2014年、2015年、2016年日本青少年体操锦标赛上，桥本大辉在比赛中分别只位列52位、60位和19位。接下来的两年中他进步迅速，在2019年NHK杯上，桥本大辉获得第六，并以高中生的身份入选世锦赛日本代表，是继白井健三之后第二个完成此壮举的选手。在2019年世界竞技体操锦标赛上，桥本大辉在资格赛中的4个项目上拿到日本队内最高分，不过决赛中，他由于紧张出现失误。最终，日本队获得男团铜牌，桥本大辉在单杠中获得第四。他的队友萱和磨评价他接下来会成为日本的王牌选手。

## 事件
2021年7月28日，东京奥运会举行的体操比赛中，橋本大輝在男子個人全能項目決賽以0.4分的些微優勢成功击败中國選手肖若騰拿下金牌，因其在跳马環節落地時出現出界失誤，該項目獲得14.7分，總分击败中国选手肖若腾获得冠军，在中國大陆引起巨大争议，其個人社交網站随即遭到中国大陸网民的负面留言洗版。日本体操队代表教练水鸟寿思说「这是非常可悲的指向运动员和教練的不满」。肖若腾于29日微博发文，呼吁中国大陸网民不要过度攻击运动员本身。對於被指决赛跳马项目得分过高、在社交平台上遭到诽谤中伤的问题，桥本大辉同日在个人IG留言称：“很抱歉我在东京奥运会的表现受到了很多质疑，（体操项目）并非主观，而是通过客观打分进行评分。希望更多的人对作为国家队选手一直努力的运动员给予肯定和称赞，被视为诽谤中伤的行为能变少”。

### 事件後續
2021年7月29日，國際體操總會發表聲明，表明橋本大輝於跳馬項目中評分無誤，結果不影響比賽總成績排名。8月1日，日本奥林匹克选手代表团团长福井烈在日本奥委会的新闻发布会上指出：“（网络中伤）这种对选手多年的努力和付出造成损害的行为是绝不允许的”，对奥运选手在赛事中途遭到网络中伤提出强烈抗议。

## 受赏
- 褒章（2021年）[22][23]
- 千葉縣民荣誉赏（2021年）
- 成田市民荣誉赏（2021年）
- 印西市民荣誉赏（2021年）
- 船橋市特別功劳表彰（2021年）
- 2021年度日本奧林匹克委員會体育赏 优秀赏（2022年）[24]
- 紫綬褒章飾版（2024年）[25]

## 外部連結
- 橋本大輝的X（前Twitter）
- 橋本大輝的Instagram帳戶
- 橋本大輝在International Gymnastics Federation（英语）
- 橋本大輝在Olympics.com（英语）
- 橋本大輝在Olympedia（英语）